# Кав
Кав (фр. Caves) насеље је и општина у јужној Француској у региону Лангдок-Русијон, у департману Од која припада префектури Нарбон.
По подацима из 2011. године у општини је живело 727 становника, а густина насељености је износила 79,63 становника/km². Општина се простире на површини од 9,13 km². Налази се на средњој надморској висини од 29 метара (максималној 209 m, а минималној 13 m).

## Демографија
| 1962. | 1968. | 1975. | 1982. | 1990. | 1999. | 2011. |
| ----- | ----- | ----- | ----- | ----- | ----- | ----- |
| 242   | 252   | 231   | 228   | 280   | 357   | 727   |

График промене броја становника у току последњих година